# Zetela
Zetela is een geslacht van weekdieren uit de klasse van de Gastropoda (slakken).

## Soorten
- Zetela alphonsi Vilvens, 2002
- Zetela annectens B. A. Marshall, 1999
- Zetela awamoana Laws, 1939 †
- Zetela castigata (Marwick, 1931) †
- Zetela kopua B. A. Marshall, 1999
- Zetela praetextilis (Suter, 1917) †
- Zetela semisculpta (Martens, 1904)
- Zetela tabakotanii (Poppe, Tagaro & Dekker, 2006)
- Zetela tangaroa B. A. Marshall, 1999
- Zetela textilis (Murdoch & Suter, 1906)
- Zetela turbynei (Barnard, 1963)
- Zetela variabilis Dell, 1956